# Acanthostrongylophora ingens
Acanthostrongylophora ingens är en svampdjursart som först beskrevs av Thiele 1899.  Acanthostrongylophora ingens ingår i släktet Acanthostrongylophora och familjen Petrosiidae. Inga underarter finns listade i Catalogue of Life.